# Burton (марка авто)

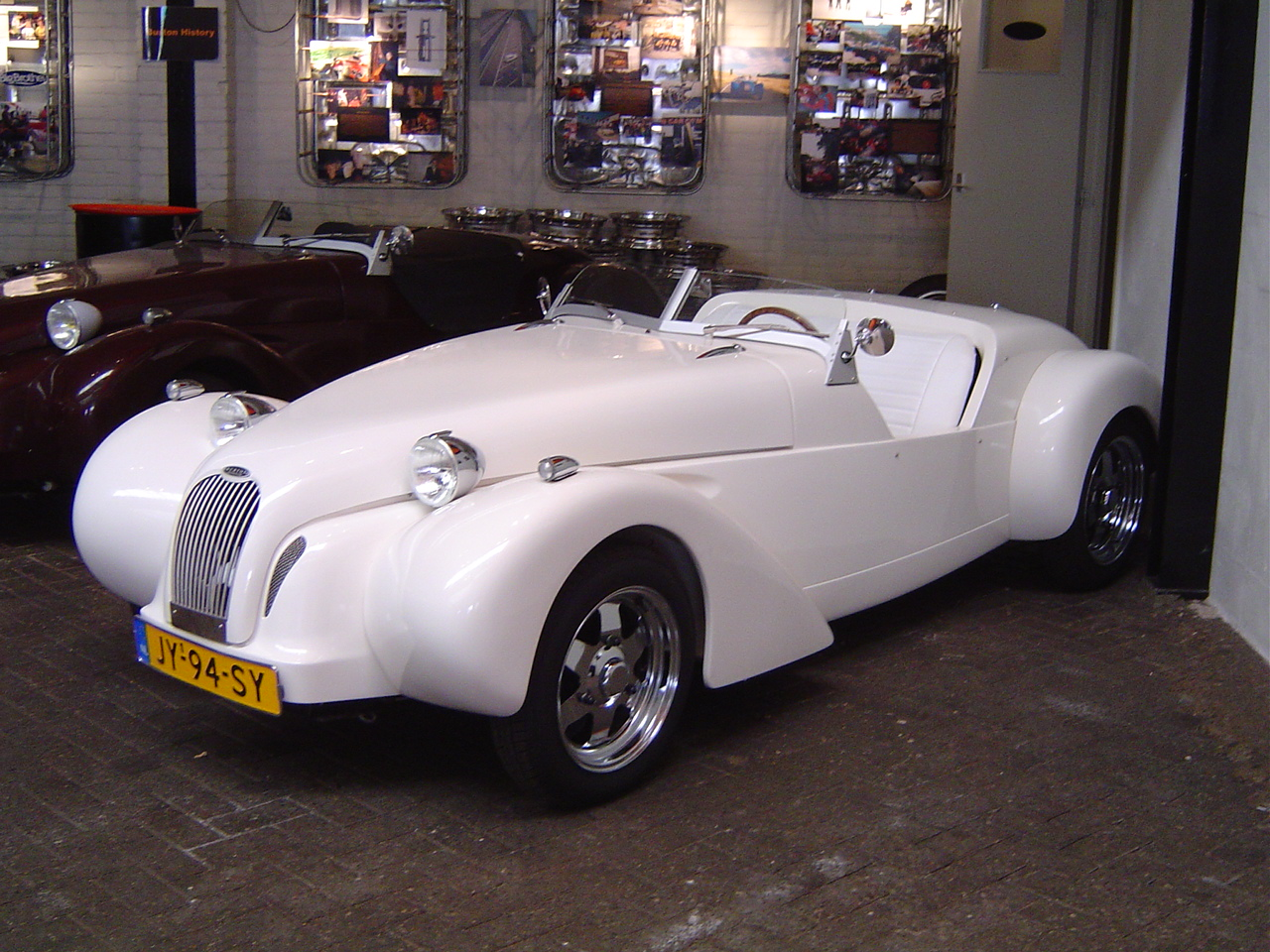
Burton

Burton Car Company — нідерландська автомарка, заснована у Зутфені. Burton займався доставлянням зібраних авто та пакетів запчастин, що базуються на 2CV Acadiane французької автомарки Citroën. BCC доставляв 2 моделі: Burton, спортивне авто як з дахом, так і без нього, а також 2CV-pick-up. Кузов в обох випадках зроблений з поліестеру. 
Burton — відкритий спортивний автомобіль ностальгічного виду, доповнені сучасним обвісом із скловолокна.

## Історія
Брати Дімітрій та Іван Гобель розпочали свою діяльність у 1993 році з їхнього підприємства Duck Hunt, імпортуючи автомобілі Lomax з Великої Британії. Lomax базується на шасі 2CV. З часом брати внесли зміни у проєкт, намагаючись його покращити. У 1995 Дімітрій Гобель розробив власний проєкт 2CV-pickup, так само на базі 2CV, і у 1998 він розпочав виробництво спортивних автомобілів. У 2000 вони були представлені під ім'ям Burton. Ці авто не копією, але на їх створення Гобеля надихнули такі відомі марки як Bugatti, Jaguar і Hispano Suiza. До 2007 року було продано понад 750 екземплярів.

## Burton сьогодні
Підприємство досі функціонує та імпортує автомобілі. 

## Галерея

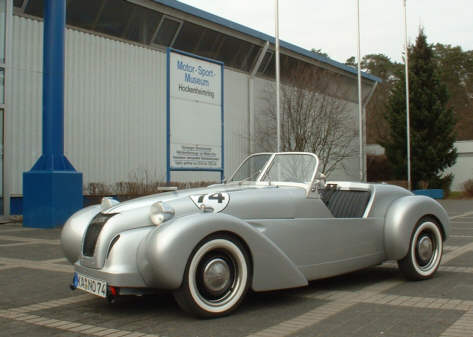
Burton
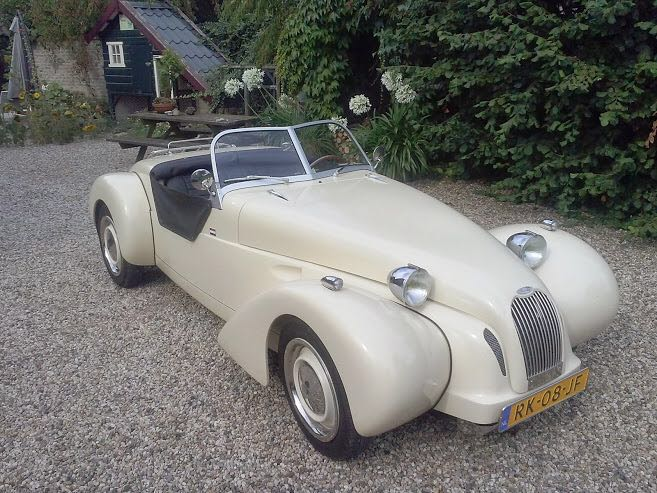
Burton kitcar
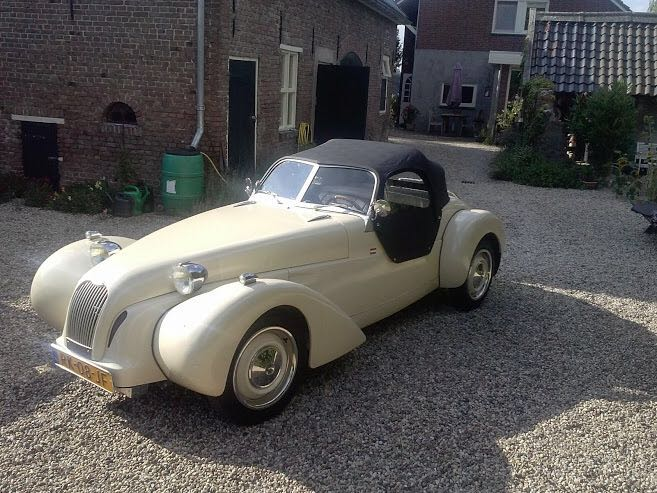
Burton із м’яким дахом
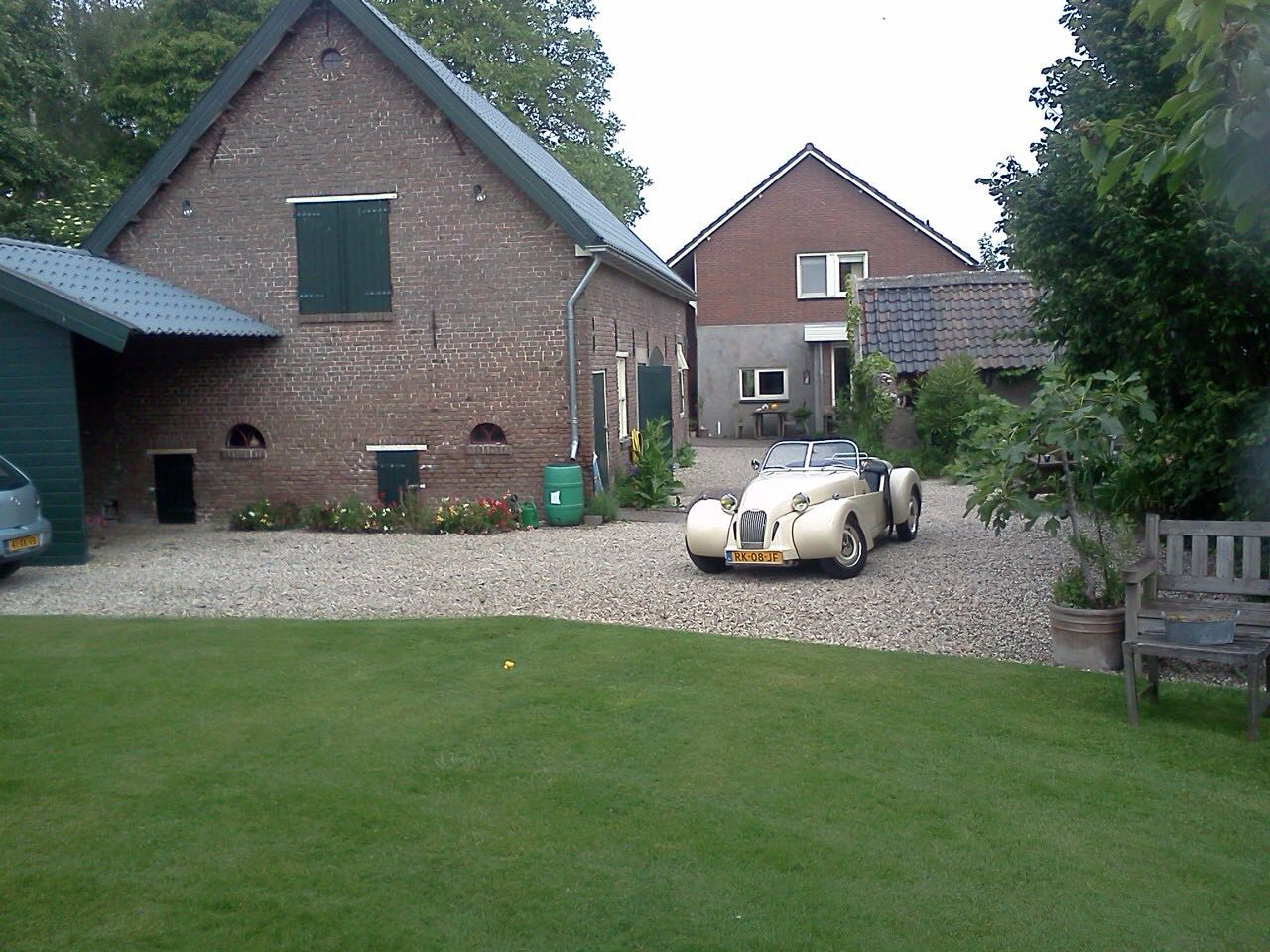
Burton kitcar
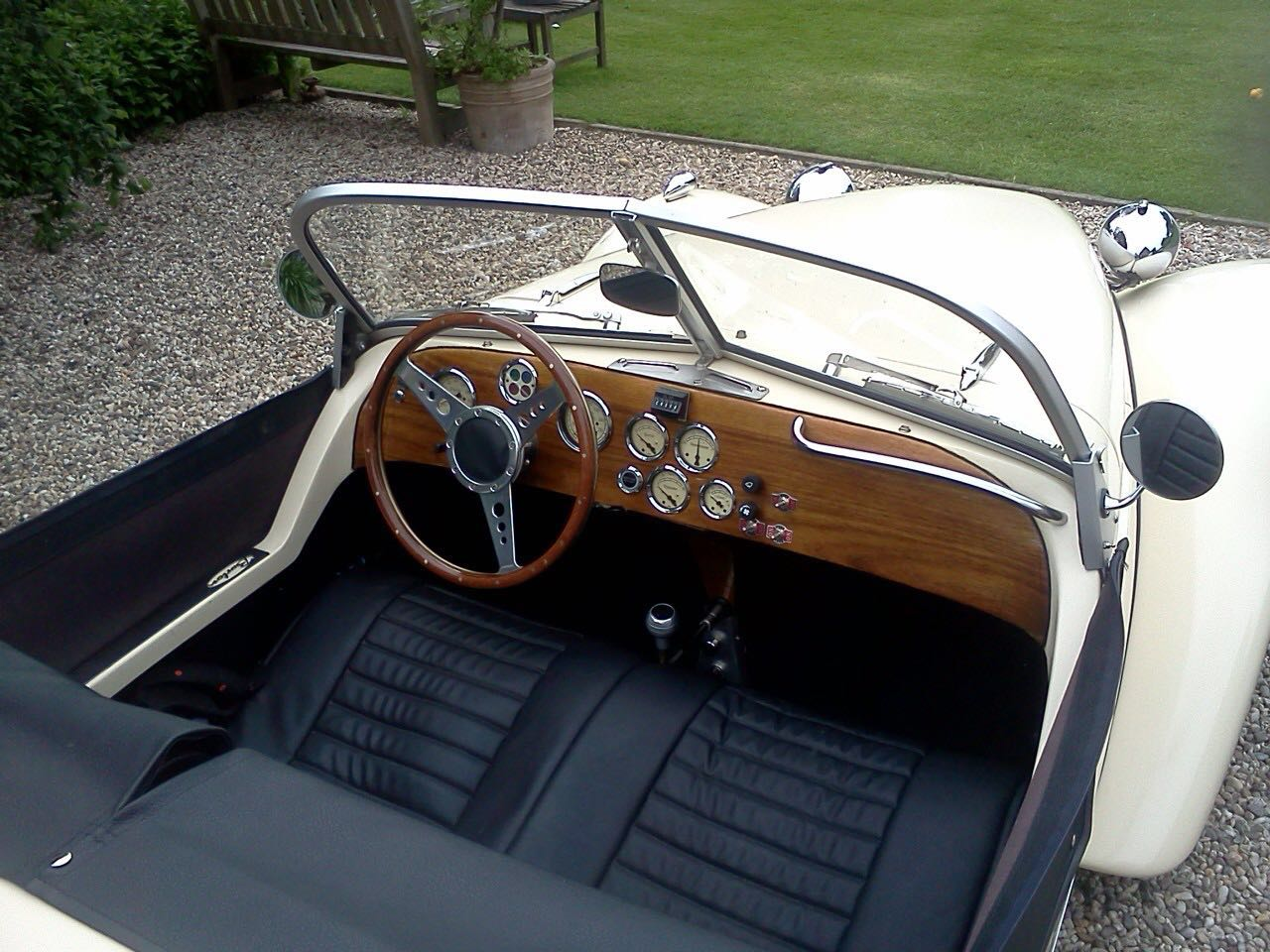
Торпеда теж в стилі 30-х